# Altenmellrich
Altenmellrich – wieś w gminie Anröchte w powiecie Soest, w kraju związkowym Nadrenia Północna-Westfalia, w rejencji Arnsberg.

## Demografia
Według spisu ludności z końca 2024 roku, w Altenmellrich mieszkało 325 mieszkańców.

## Geografia
Altenmellrich zajmuje łącznie powierzchnię 8,02 km², z czego 6,64 km² to pola uprawne, 0,78 km² lasy, 0,05 km² powierzchnia wody, 0,35 km² drogi i ścieżki, 0,19 km² budynki, a 0,01 km² to inne obszary.

## Historia
Pierwsza wzmianka o Altenmellrichu pochodzi z dokumentu z 1177 roku.
Do reorganizacji gmin w 1975 roku Altenmellrich było niezależną gminą w powiecie Anröchte. Obecnie Altenmellrich jest jedną z 10 wsi gminy Anröchte, utworzonej w 1975 roku.

## Polityka
Burmistrzem Altenmellrich od 2004 roku jest Georg Dicke.